# Gli gnomi delle montagne
Gli gnomi delle montagne (冒険コロボックル?, Boken korobokkuru) è un anime prodotto in 26 episodi da Eiken nel 1973. La serie è stata trasmessa in Giappone a partire dal 6 ottobre 1973 dal network YTV e in Italia dalle reti locali a partire dal 28 settembre 1981.

## Trama
Strapper è un ragazzino timido e sfortunato che non riesce a farsi delle amicizie. I ragazzi della sua età lo scherniscono e fanno i prepotenti con lui, che rimane sempre più solo. Ma un giorno incontra Tobor, Irin (si pronuncia Airin) e Sorriso, tre piccoli gnomi delle montagne, che lo aiuteranno a risolvere tutti i suoi problemi e a trovare la fiducia in sé stesso.

## Sigle
Sigla iniziale giapponese
Shiroi kaze ni notte è interpretata da Peggy Hayama
Sigla finale giapponese
Bouken Korobokkuru è interpretata da Peggy Hayama
Prima sigla iniziale e finale italiana
Gli gnomi delle montagne, testo di Maria Letizia Amoroso, musica di Baracuda, arrangiamento di Corrado Castellari e Silvano D'Auria, è interpretata dalle Mele Verdi ed è stata pubblicata come singolo Gli gnomi delle montagne/Belfy e Lillibit.
Seconda sigla iniziale e finale italiana (Ed. TMC)
Gli gnomi delle montagne, testo di Fabrizio Berlincioni, musica di Silvio Amato, è interpretata da Luana Heredia.

## Doppiaggio
| Personaggi        | Voce italiana     |
| ----------------- | ----------------- |
| Strapper          | Massimo Corizza   |
| Padre di Strapper | Oliviero Dinelli  |
| Rudy              | Marco Guadagno    |
| Sorriso           | Gastone Pescucci  |
| Airin             | Silvia Pepitoni   |
| Pigna             | Fabio Boccanera   |
| Pasticcio         | Gastone Pescucci  |
| Delizia           | Silvia Pepitoni   |
| Tobol             | Eugenio Marinelli |

## Episodi
| Nº | Titolo italiano Giapponese 「Kanji」 - Rōmaji                                              | In onda          | In onda |
| Nº | Titolo italiano Giapponese 「Kanji」 - Rōmaji                                              | Giapponese       |         |
| 1  | L'importanza di un'amicizia 「人間さまをテストしろ」 - ningen samawo tesuto shiro          | 6 ottobre 1973   |         |
| 2  | Te l'avevo detto 「恐怖の黒いかげ」 - kyōfu no kuroi kage                                  | 13 ottobre 1973  |         |
| 3  | Violetta 「となりのお願いちゃん」 - tonarinoo negai chan                                   | 20 ottobre 1973  |         |
| 4  | Poppy 「きらわれ虫」 - kiraware mushi                                                      | 27 ottobre 1973  |         |
| 5  | Una febbre dispettosa 「さらばせいたか君」 - sarabaseitaka kun                             | 3 novembre 1973  |         |
| 6  | L'avventura 「幻の虫をさがせ」 - maboroshi no mushi wosagase                               | 10 novembre 1973 |         |
| 7  | La città 「鳩よ飛び上がれ」 - hato yo tobi aga re                                          | 17 novembre 1973 |         |
| 8  | Lacrime 「洞くつのさけび声」 - hora kutsunosakebi koe                                      | 24 novembre 1973 |         |
| 9  | Non è tutto oro ciò che riluce 「消えたキラキラ石」 - kie ta kirakira ishi                 | 1º dicembre 1973 |         |
| 10 | Keller il porta guai 「いたずらっ子の詩」 - itazuratsu ko no shi                           | 8 dicembre 1973  |         |
| 11 | Facciamo una corsa 「走れ!スケート靴」 - hashire ! suketo kutsu                            | 15 dicembre 1973 |         |
| 12 | Una testa dura 「けらいは大物」 - keraiha oomono                                           | 22 dicembre 1973 |         |
| 13 | Un pacco per Nagasaki 「大追跡作戦」 - daitsuiseki sakusen                                 | 29 dicembre 1973 |         |
| 14 | Un segnalibro, uno specchio e un terremoto 「ボックル危機いっぱつ」 - bokkuru kiki ippatsu | 5 gennaio 1974   |         |
| 15 | Un sogno piccolo piccolo 「3センチの世界」 - 3 senchi no sekai                             | 12 gennaio 1974  |         |
| 16 | La rarissima tartaruga delle 3 isole 「ラブラブがつかまった」 - raburabu gatsukamatta      | 19 gennaio 1974  |         |
| 17 | Chi odia la natura odia se stesso 「一発の銃声」 - ippatsu no jūsei                        | 26 gennaio 1974  |         |
| 18 | L'ottava meraviglia 「七不思議をつくれ」 - nanafushigi wotsukure                           | 2 febbraio 1974  |         |
| 19 | La collina 「悪魔がやってきた」 - akuma gayattekita                                        | 9 febbraio 1974  |         |
| 20 | La fuga sul monte triangolo 「クスクス大手柄」 - kusukusu oote gara                        | 16 febbraio 1974 |         |
| 21 | La speculazione edilizia 「必殺の対決」 - hissatsu no taiketsu                             | 23 febbraio 1974 |         |
| 22 | Miele 「チャーミングなライバル」 - chamingu na raibaru                                     | 2 marzo 1974     |         |
| 23 | Incontri ravvicinati sulla collina 「せいたか君がふたり」 - seitaka kun gafutari           | 9 marzo 1974     |         |
| 24 | La buona vecchia D51 「がんばれD51」 - ganbare d51                                         | 16 marzo 1974    |         |
| 25 | Strapper il mago 「ふしぎな力」 - fushigina chikara                                        | 23 marzo 1974    |         |
| 26 | Una strana coppia 「山は大騒ぎ」 - yama ha oosawagi                                        | 30 marzo 1974    |         |